# ムクドリモドキ
ムクドリモドキ (Venezuelan troupial、学名: Icterus icterus) は、ベネズエラの国鳥である。コロンビア、ベネズエラ、カリブ海のアルバ、キュラソー、ボネール島、トリニダード島、プエルトリコで見られる。かつては単にtroupialと呼ばれる上種の一部であったが、最近、カンポムクドリモドキとともに分離された。

## 名前
troupialという語は、フランス語で「軍隊」(troop)を意味するtroupialeという語に由来し、群れで生活することから命名された。ラテン語名のinterusはギリシア語で「黄疸」を意味するikterosに由来し、見ると黄疸が治ると信じられていた鳥、恐らくはニシコウライウグイスを指すが、より一般的に「黄色い鳥」という意味もあり、そのためこの名前が付けられた。

## 記載
かなり大型の鳥で、長い尾と太い嘴を持つ。頭部と胸より上は黒色である。首の前と胸上の毛は外向きに付いており、下半身のオレンジ色と起伏のある境界を作っている。また、黒色の肩を挟んで、背中もオレンジ色である。翼は大部分が黒色で、翼には白色の縞模様が走っている。目は黄色で、周りには青色の皮膚が露出している。エディマー・マルティネスは、2015年に東京で行われた2015ミス・インターナショナル世界大会でベネズエラの国鳥を表現する民族服をイメージした衣装を着て優勝した。
ベネズエラの500ベネズエラ・ボリバル紙幣の裏面にも描かれている。

### 亜種
以下の3つの亜種がある。
- I. i. icterus
- I. i. ridgwayi
- I. i. metai

I. i. metaiは背中のオレンジ色がより鮮やかで、翼の白い縞模様が黒い線で二分されている。I. i. ridgwayiはほかの亜種と比べて大きく強い。

## 生息地

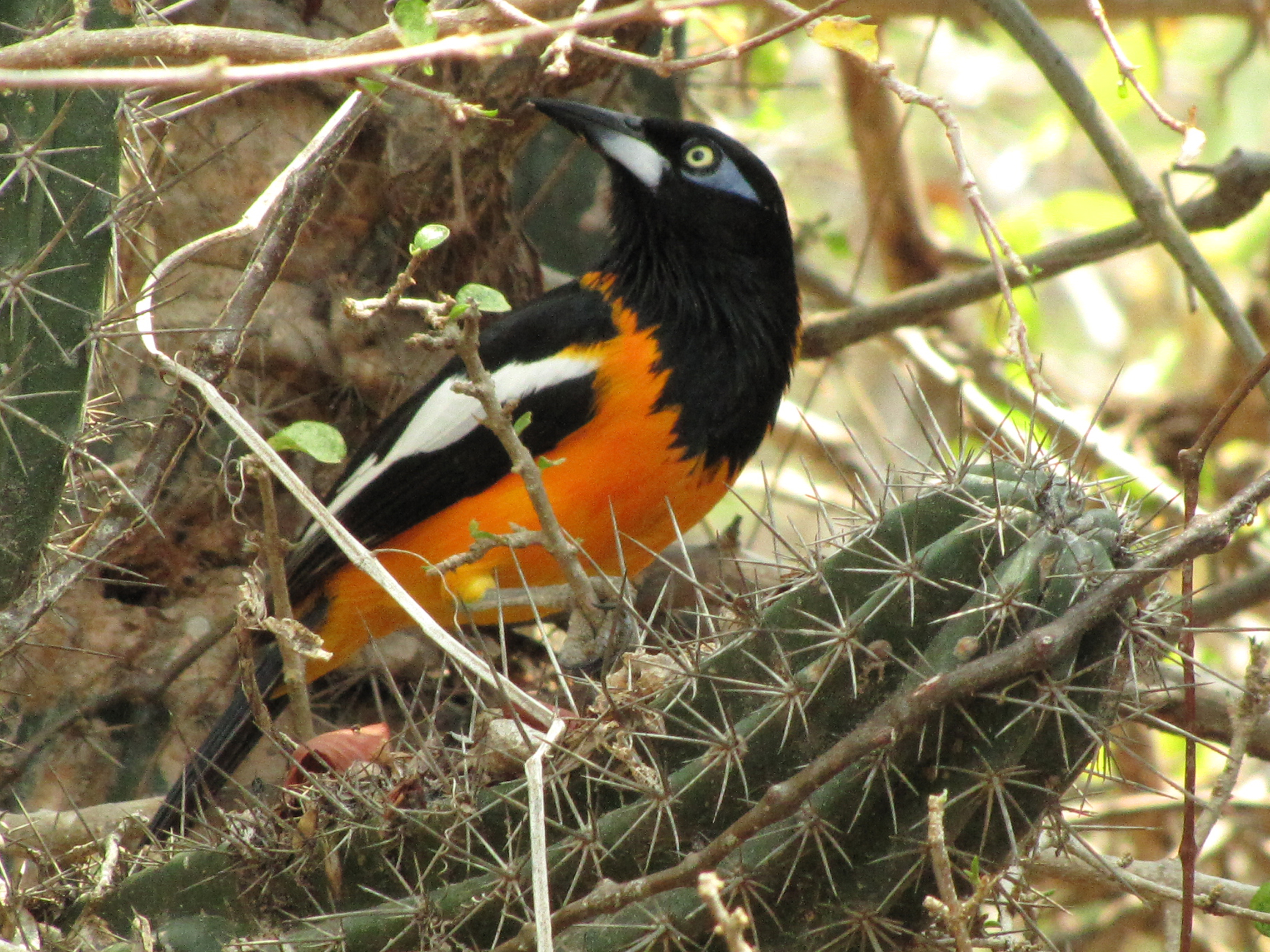
サボテンの藪の中の固体

森林や拠水林、雑木林、平野、サバンナ等の乾燥した場所を好み、そこで昆虫や様々な果実、小さな鳥や卵等を食べる。

## 繁殖
3月から9月にかけて繁殖する。自身では巣を作らず、空いた巣を探したり、激しい攻撃を仕掛けて先住の親を巣から追い出したりして寄生する。巣を奪うと、残っていた卵や雛を全て食べてしまい、縄張りとして守るようになる。最終的にここに自身の卵を3個から4個産み、2週間ほどで孵化する。